# Каллем (Іллінойс)
Каллем (англ. Cullom) — селище (англ. village) в США, в окрузі Лівінґстон штату Іллінойс. Населення — 520 осіб (2020).

## Географія
Каллем розташований за координатами 40°52′42″ пн. ш. 88°16′11″ зх. д. / 40.87833° пн. ш. 88.26972° зх. д. (40.878374, -88.269781).  За даними Бюро перепису населення США в 2010 році селище мало площу 0,86 км², уся площа — суходіл.

## Історія
Каллем завдячує своєму виникненню Іллінойській Центральній залізниці, яка досягла села в 1878 році. Місце розташування села було визначене Фредеріком Хаком, який надав залізничній компанії право на 90-футову смугу через свою ферму і виплатив грошовий бонус у розмірі 4000 доларів. Хак спланував та розмітив село, а також подарував сорок акрів землі для його забудови.

## Демографія
Згідно з переписом 2010 року, у селищі мешкало 555 осіб у 249 домогосподарствах у складі 145 родин. Густота населення становила 644 особи/км².  Було 271 помешкання (315/км²).
Расовий склад населення:
| - 98,9 % — білих - 0,4 % — чорних або афроамериканців |

До двох чи більше рас належало 0,4 %. Частка іспаномовних становила 1,1 % від усіх жителів.
За віковим діапазоном населення розподілялося таким чином: 21,6 % — особи молодші 18 років, 57,3 % — особи у віці 18—64 років, 21,1 % — особи у віці 65 років та старші. Медіана віку мешканця становила 44,5 року. На 100 осіб жіночої статі у селищі припадало 81,4 чоловіків;  на 100 жінок у віці від 18 років та старших — 88,3 чоловіків також старших 18 років.
Середній дохід на одне домашнє господарство  становив 47 463 долари США (медіана — 40 000), а середній дохід на одну сім'ю — 56 428 доларів (медіана — 54 896). Медіана доходів становила 41 932 долари для чоловіків та 30 000 доларів для жінок. За межею бідності перебувало 16,8 % осіб, у тому числі 23,8 % дітей у віці до 18 років та 9,3 % осіб у віці 65 років та старших.
Цивільне працевлаштоване населення становило 237 осіб. Основні галузі зайнятості: освіта, охорона здоров'я та соціальна допомога — 18,6 %, виробництво — 16,9 %, роздрібна торгівля — 14,8 %.